# Strangalia basifemoralis
Strangalia basifemoralis är en skalbaggsart som beskrevs av Maurice Pic 19??. Strangalia basifemoralis ingår i släktet Strangalia och familjen långhorningar. Inga underarter finns listade i Catalogue of Life.